# Swartzia bombycina
Swartzia bombycina là một loài rau đậu thuộc họ Fabaceae.
Loài này chỉ có ở Ecuador.
Môi trường sống tự nhiên của chúng là rừngs ẩm vùng đất thấp nhiệt đới hoặc cận nhiệt đới.